# Temecula, California
Temecula là một thành phố tại quận Riverside, California, Hoa Kỳ. Thành phố nằm trong Vùng Đại Los Angeles. Dân số theo điều tra năm 2005 của Cục điều tra dân số Hoa Kỳ là 109.989 người, dân số theo điều tra năm 2010 là 131.099 người, diện tích là 32.000 km².